# Kościół św. Jakuba w Kurtowianach
Kościół św. Jakuba Apostoła w Kurtowianach (lit. Kurtuvėnų Šv. apaštalo Jokūbo bažnyčia) – późnobarokowy rzymskokatolicki kościół murowany z XVIII wieku znajdujący się w Kurtowianach na Litwie. Jest świątynią parafialną na terenie dekanatu Szawle w diecezji szawelskiej.

## Historia
Pierwotnie kościół murowany wzniesiony w latach 1472–1495 z fundacji Mikołaja Jawgiełłowicza. W latach 1783–1796 zbudowano obecnie istniejący, według projektu Marcina Knackfusa. Fundatorem świątyni był Jakub Ignacy Nagórski. Kościół ma dwie wieże oraz monumentalną fasadę w stylu baroku wileńskiego.

## Galeria

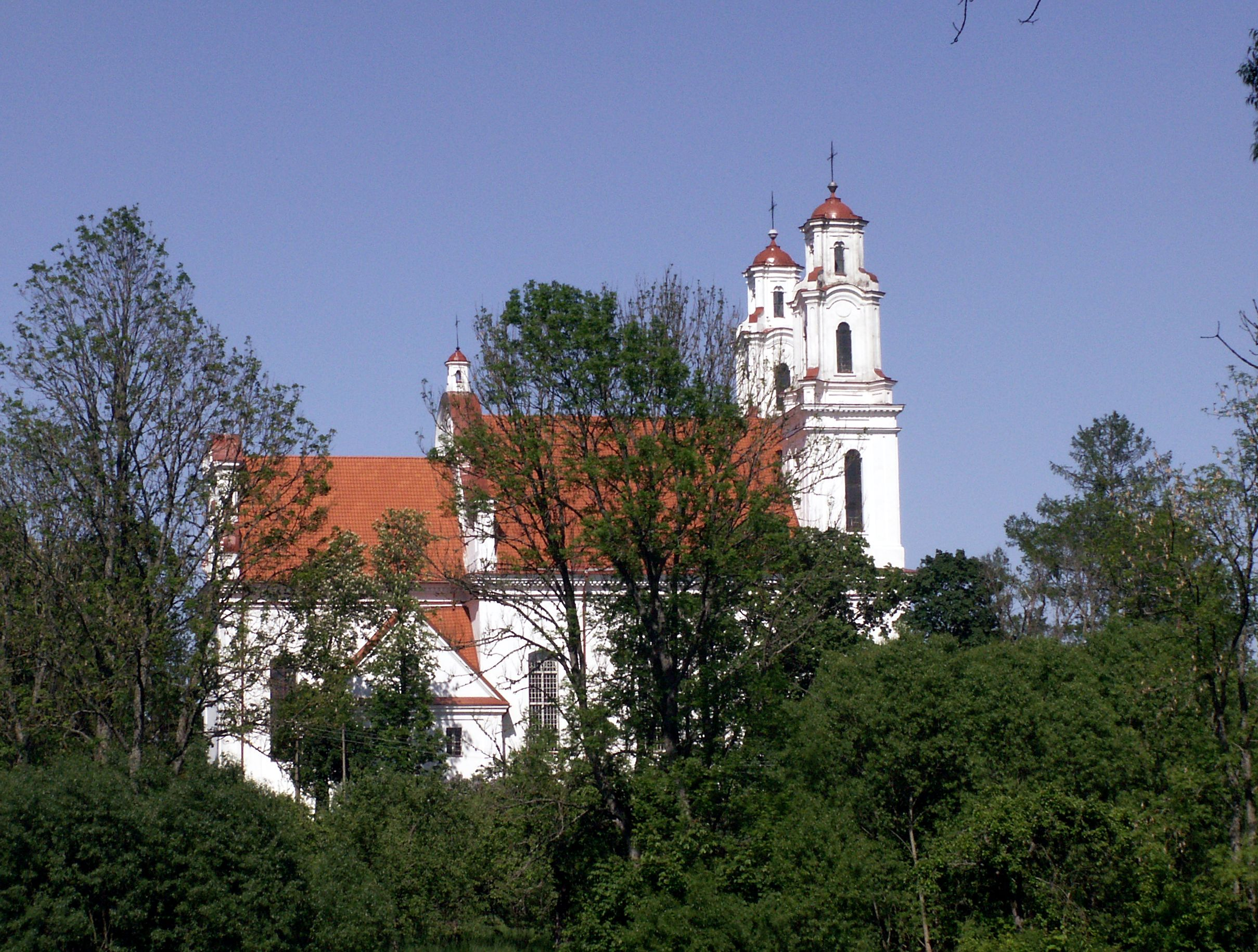
Widok kościoła
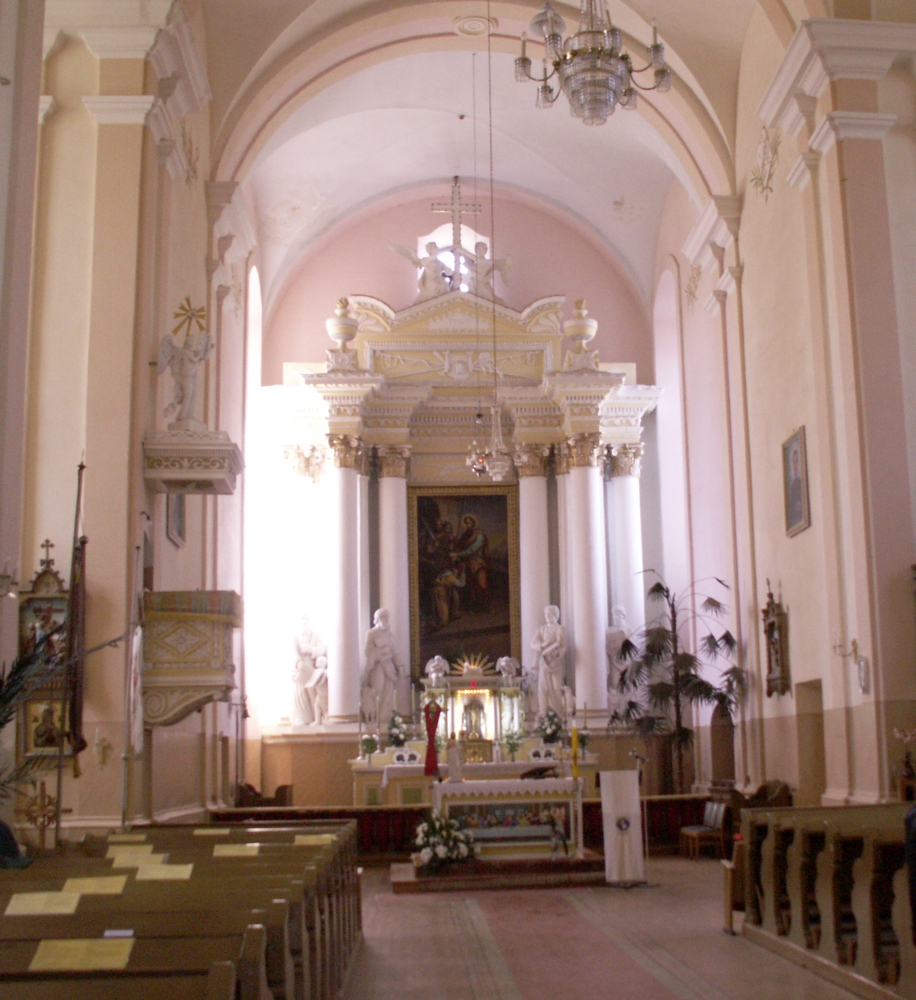
Widok na ołtarz główny
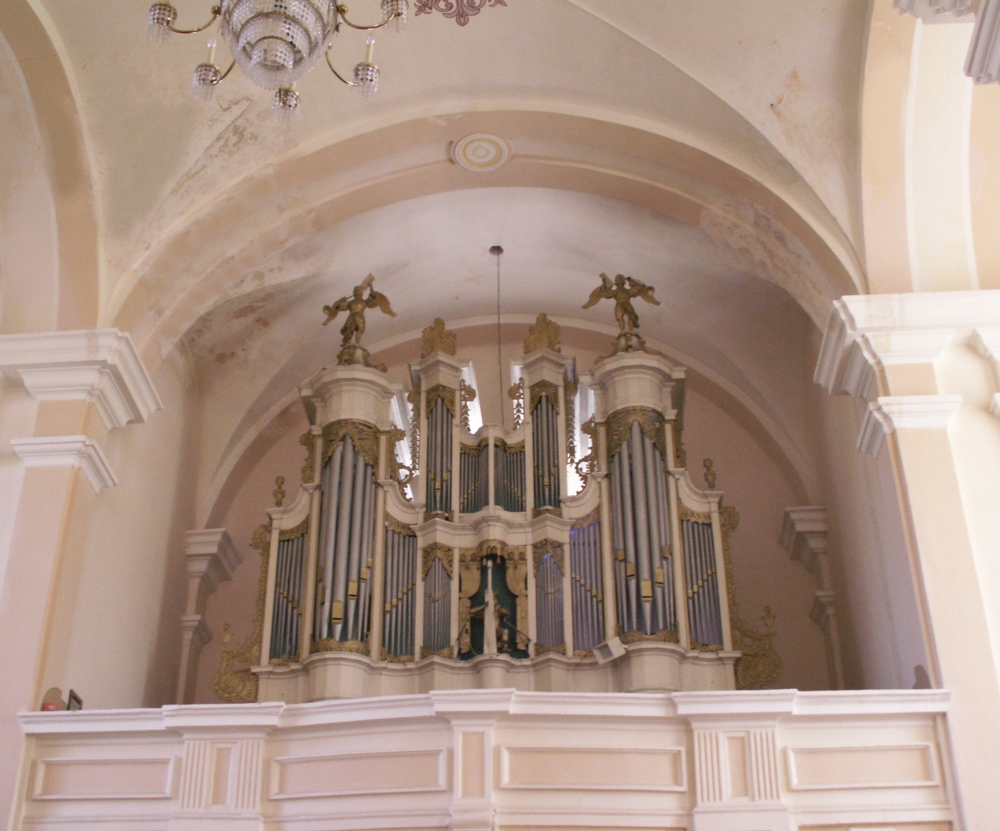
Organy
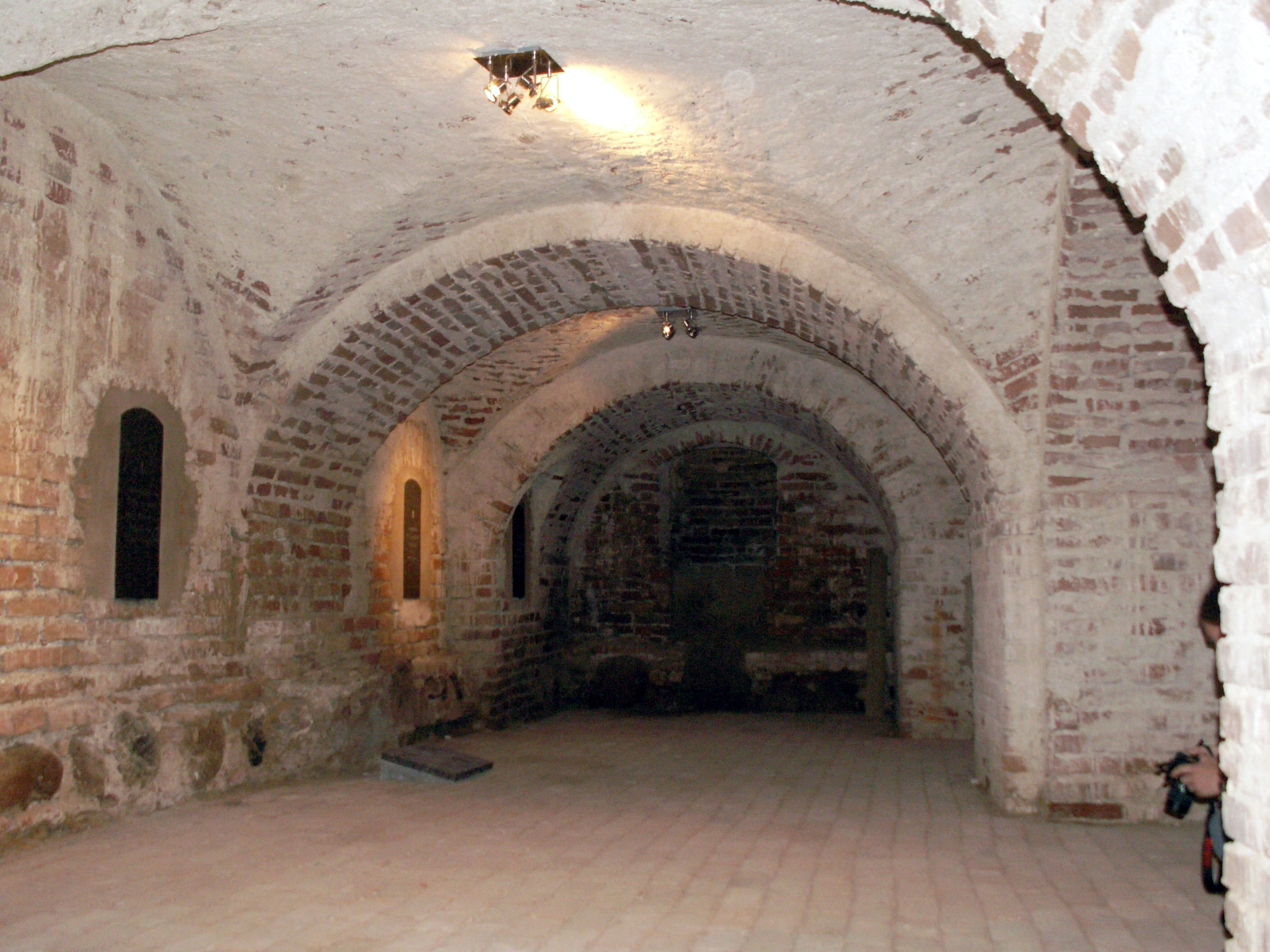
Podziemia